# Wilhelm Gotthelf Engelhard

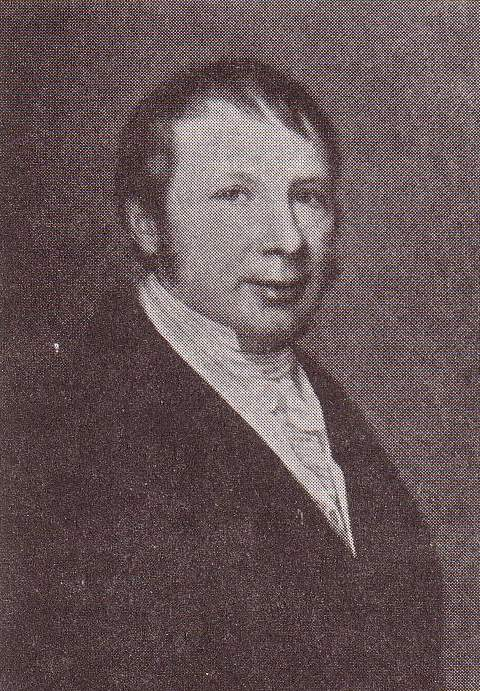
Wilhelm Gotthelf Engelhard, ca. 1835

Wilhelm Gotthelf Engelhard (* 26. Juli 1785 in Kassel; † 30. April 1848 ebenda) war ein deutscher Jurist.

## Herkunft
Engelhard war das dritte von zehn Kindern und Ältester von fünf Söhnen des Johann Philipp Engelhard, dem späteren Direktor des Kasseler Kriegskollegiums, der aus einer hessen-casselschen Hofbeamtenfamilie stammte, und der Magdalene Philippine Gatterer, Tochter des Universalgelehrten Johann Christoph Gatterer.
Die ältere Schwester Engelhards, Karoline (1781–1855), war eine Schriftstellerin und wurde als Verfasserin von „Juliens Briefen“ sowie der „Bunten Reihe“ bekannt. Die jüngere Schwester Luise Wilhelmine (1787–1875) heiratete 1809 den Magdeburger Kaufmann und Industriellen Johann Gottlob Nathusius.

## Leben
Engelhard besuchte eine Schule in Kassel. Bereits als 5-Jähriger war er am 27. Juni 1790 in Göttingen als prorectoris ex filia nepos gratis immatrikuliert, und am 17. Oktober 1801 wurde er zu Beginn des Studiums mit renovavit jura civitatis, olim jam prorectore avo, Beati Gatterer, inscriptus nochmals in der Matrikel erwähnt. Ab 1804 studierte er dann an der Universität in Marburg.
Nach Abschluss des Studiums war er zunächst Regierungs-Prokurator in Kassel, danach Advokat bei dem seit 1808 bestehenden königlich-westfälischen Staatsrat. Ab 1821 war er Obergerichts-Anwalt, und kurz danach erfolgte die Ernennung zum Obergerichts-Rat. Im Jahr 1817 wurden ihm die Geschäfte eines Ministerialrathes, im Fache der Justiz, mit dem Charakter eines geheimen Justiz-Rathes, übertragen.
1826 war er provisorischer und ab 1829 wirklicher Ministerialrat im Justizministerium. Ab Januar 1830 war Engelhard Oberappellationsgerichtsrat und zuletzt Obergerichtsdirektor zu Kassel.
Anlässlich der dritten Säkularfeier der Universität Marburg wurde ihm am 29. Juli 1827 der Doktorentitel verliehen. Engelhard war ein Schul- und Studienfreund der Brüder Grimm.

## Familie
Engelhard's erste Ehefrau wurde am 2. Dezember 1810 in Kassel Karoline Heym (1795–1821). In zweiter Ehe heiratete er nach dem Tod seiner ersten Frau am 1. Juni 1822 Louise Waitz (1801–1848), eine Tochter von August Christian Waitz, Hofrat zu Kassel, Badearzt und Leibarzt des Landgrafen Wilhelm IX (Kurfürst Wilhelm I.) und dessen Frau Marianne, geb. Harnier.
Aus der ersten Ehe stammten drei Töchter, darunter Johanne Marianne Auguste Engelhard, die spätere erste Ehefrau des August Engelhard von Nathusius. In der zweiten Ehe hatte Engelhard weitere neun Kinder: sechs Töchter und drei Söhne. Die Tochter Anna Engelhard heiratete 1860 Adolf Friedrich Stölzel, Universitätsprofessor und Mitglied des preußischen Herrenhauses.

## Werk
- Gemeinsam mit Wilhelm Wöhler: Versuch einer Darstellung des Westphälischen Civil-Prozesses in Formeln, nebst dem Verfahren bei der Ehescheidung. 1. Theil, Hannover 1809.
- Entwurf einer verbesserten Gesetzgebung für bürgerliche Rechtsstreitigkeiten. Zwey Bände, deren erster das vorgeschlagene Gesetzbuch und deren zweyter die Gründe desselben enthält. Krieger, Rudolstadt 1817.